# Kanton Hyères-Est
Kanton Hyères-Est is een voormalig kanton van het Franse departement Var. Kanton Hyères-Est maakte deel uit van het arrondissement Toulon en telde 26.424 inwoners (1999). Het werd opgeheven bij decreet van 27 februari 2014, met uitwerking op 22 maart 2015.

## Gemeenten
Het kanton Hyères-Est omvatte enkel een deel van de gemeente: Hyères.